# 시코르스키 S-76

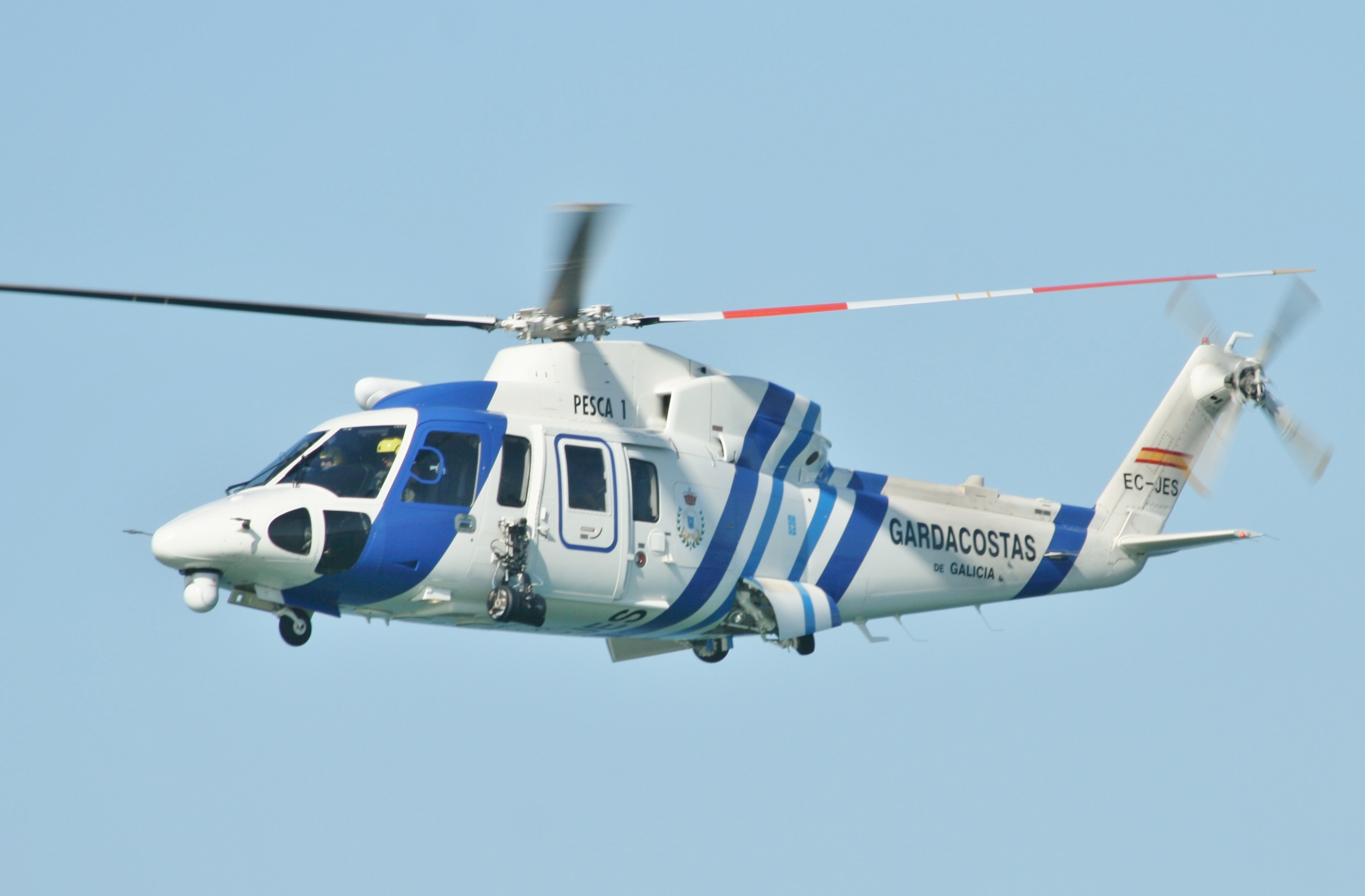

시코르스키 S-76(Sikorsky S-76)은 미국 헬리콥터 제조업체인 시코르스키 항공이 설계하고 생산한 중형 상업용 유틸리티 헬리콥터이다. 이는 민간 시장을 위해 특별히 개발된 회사 최초의 헬리콥터이다.
S-76은 1970년대 중반에 개발되었으며 원래는 S-74로 지정되었으나 미국 200주년을 기념하여 이름이 변경되었다. 최근 개발된 시코르스키 S-70 헬리콥터를 기반으로 한 이 헬리콥터는 트윈 터보샤프트 엔진, 4개의 블레이드 메인 및 테일 로터, 접이식 랜딩 기어를 갖추고 있다. 1977년 3월 13일 프로토타입이 처녀 비행을 수행했다. 초기 생산 변형은 S-76A였으며 첫 납품은 1979년 2월 27일에 이루어졌다. 시간이 지남에 따라 1982년 출시된 S-76 Mk II와 1987년 S-76B를 포함하여 여러 가지 개선된 모델이 생산되었다. S-76D는 비행 봉투 문제로 인해 4년 동안 지연되어 특히 문제가 되었다. 2012년 10월 12일에 마침내 작동 인증을 받았다.
S-76은 처음에 해상 석유 시추 산업의 강력한 수요에 직면했다. 나중에 수요는 시장의 VIP 부문으로 이동했다. 헬리콥터를 이용한 세계 최초의 동서 방향 일주, 2016년 자율 시범 비행 등 여러 가지 주목할만한 비행을 수행했다. 시코르스키는 또한 종종 목적에 맞게 크게 개조된 개별 헬리콥터를 실험 목적으로 사용했다. 그리고 다른 프로그램을 지원한다. S-76에 대한 수요는 2010년대에 줄어들었고 아구스타웨스틀랜드 AW139와 같은 최신 헬리콥터는 치열한 경쟁을 벌였다. 2022년 3월 동안 Sikorsky는 S-76에 대한 신규 주문을 중단했지만 외국 파트너와 함께 향후 해외 제조 기회를 모색하고 있다고 밝혔다.

## 같이 보기
관련 개발
- 시코르스키 S-70
- 시코르스키 S-75

비교 대상, 구성, 시대
- 아구스타웨스틀랜드 AW109
- 에어버스 헬리콥터 H160
- 벨 222
- 벨 430
- 유로콥터 AS365 도팽
- 카모프 Ka-60
- Bo-105
- MBB/가와사키 BK 117